# Johan Anker
Johan August Anker (* 26. Juni 1871 in Berg, Østfold; † 2. Oktober 1940 in Halden) war ein norwegischer Segler, Olympiasieger, Yachtkonstrukteur und Werftbesitzer.

## Jugend und Ausbildung
Anker war der Sohn des Industriellen Christian August Anker (1840–1912) und der Christine Charlotte Friis (1848–99). Er segelte von Kindheit an, war aber auch ein guter Ski- und Schlittschuhläufer. Bereits als 17-Jähriger baute er sein erstes Regattaboot, den Halbdecker Fri, mit dem er auch Regattaerfolge hatte. Seine Ausbildung schloss er an der Königlichen Technischen Hochschule Charlottenburg als Schiffsbauingenieur ab. Danach trat er in die Firma seines Vaters in Halden ein.
Früh schon beschäftigte sich Johan Anker intensiv mit Yachtbau und Bootsdesign. 1905 kaufte er sich in die Christian Jensen Baatbyggeri (Chr. Jensen Bootsbauerei) in Vollen, Asker am Oslofjord (Norwegen) ein. Nach seinem Eintritt wurde der Unternehmensname (Firma) in Anker & Jensen Bootswerft geändert. Johan Anker übernahm die Yachtkonstruktion, Christian Jensen (* 1871, † 1949) verantwortete den Bootsbau. 1915 übernahm Johan Anker als alleiniger Gesellschafter die gesamte Bootswerft, beließ aber den gut eingeführten Namen Anker & Jensen.

## Erste Erfolge als Segler und Konstrukteur
Die internationale Fachwelt wurde zum ersten Mal auf Johan Anker aufmerksam durch sein Abschneiden bei den Olympischen Spielen im Jahr 1908, als er auf dem Solent mit seiner 8mR-Regattayacht Fram (= vorwärts) zweimal zweite Plätze belegte. Am Ende belegte er Platz vier. Seinen internationalen Durchbruch erlebte er bei der Kieler Woche 1909, als er mit dem selbstkonstruierten 12mR Boot Brand IV diese Klasse gewann.
Im Jahr 1911 gewann er auf dem Solent in der Coronation Regatta mit der 12mR-Regattayacht Rollo. Mit diesen Erfolgen hatte er sich in der zur damaligen Zeit sehr beliebten Meter-Klasse einen Namen als erfolgreicher Yachtkonstrukteur gemacht. Seine Entwürfe zeichneten sich durch lange Überhänge im Bug- und Heckbereich aus. Seine Konstruktionen galten und gelten als schöne Schiffe und er erhielt seitens internationaler Yachtjournalisten den Ehrentitel Meister der Linien (master of lines) verliehen.
Er war Mitglied und zeitweise Vorsitzender des Kongelig Norsk Seilforening (KNS) (deutsch: Königlich Norwegischer Yacht Club) für zwei Perioden 1916–1919 und 1921–1925. Er war auch der erste Vorsitzende der Scandinavian Sailing Federation (gegründet 1915).

## Berühmte Konstruktionen
Johan Ankers Regattaerfolge setzten sich fort bei den
- Olympischen Spielen 1912 in Stockholm mit dem Gewinn der Goldmedaille in der 12mR Klasse und den
- Olympischen Spielen von 1928 in Amsterdam mit dem Gewinn der Goldmedaille in der 6mR-Klasse. Hier siegte er als Steuermann mit der Yacht Norna, als  Mannschaftsmitglied war der damalige Kronprinz und spätere norwegische König Olav V. an Bord.

Johan Anker entwarf diverse Meter-Yachten, seine berühmteste Yachtkonstruktion ist jedoch das 3-Mann-Kielboot Drachen aus dem Jahr 1929. Im Jahr 1924 schrieb die Göteborgs Kungliga Segelsällskap einen Wettbewerb für eine neue Einheitsklasse aus, die eine Länge über Alles von 9 Metern und ca. 20 m² Segelfläche haben sollte. Anker gewann den Wettbewerb mit seinem Entwurf für den Drachen. Der Drachen war von 1948 bis 1972 olympische Bootsklasse und ist heute noch international sehr verbreitet.

## Bekannte Yachtkonstruktionen von Johan Anker
- Brand IV, 12mR, 1909
- Titania, 12mR, 1910
- Rollo, 12mR, 1911
- Danseuse, 12mR, 1911

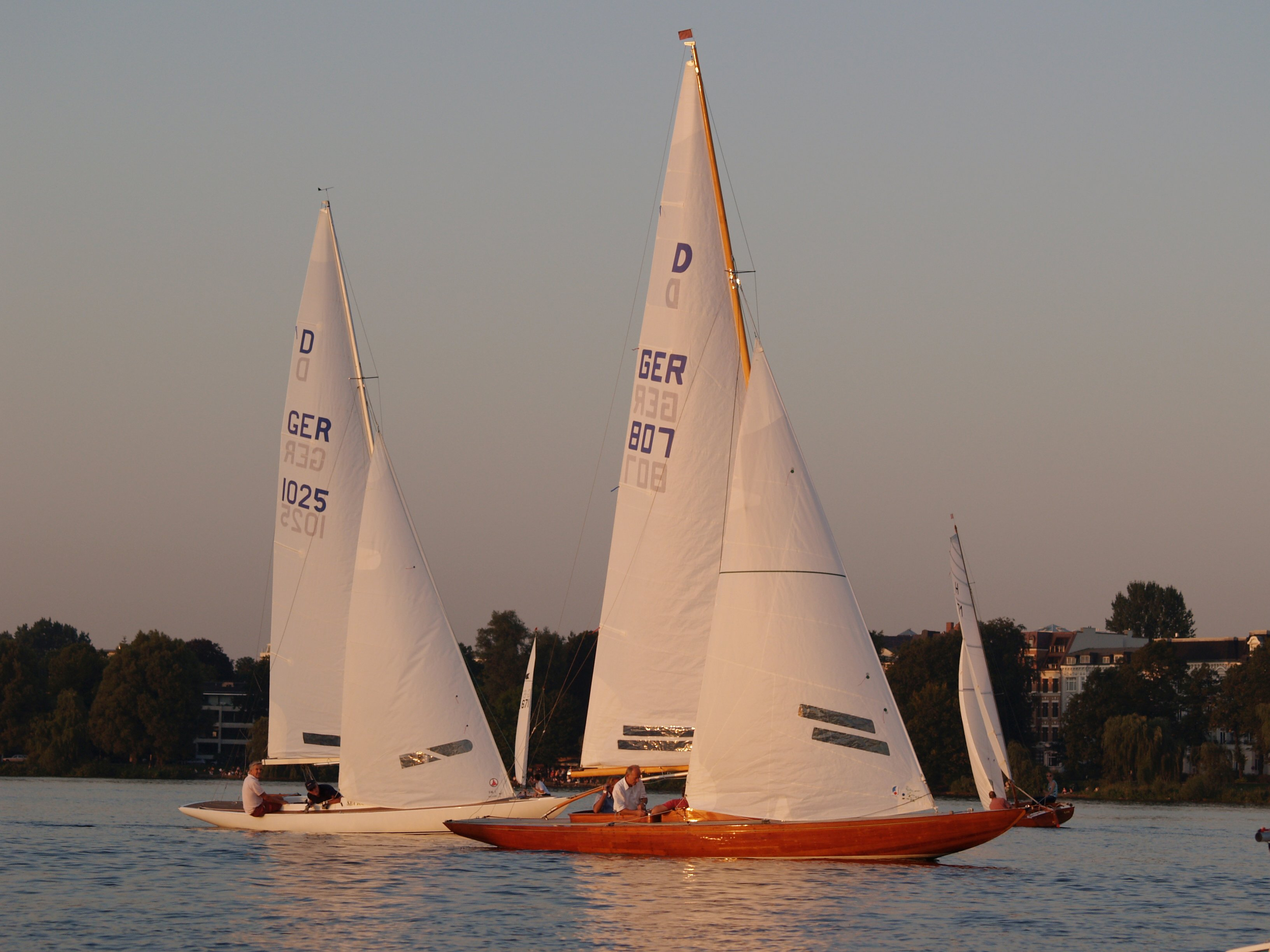
Segler aus der Drachenbootsklasse, die 1929 von Johan Anker entworfen wurde

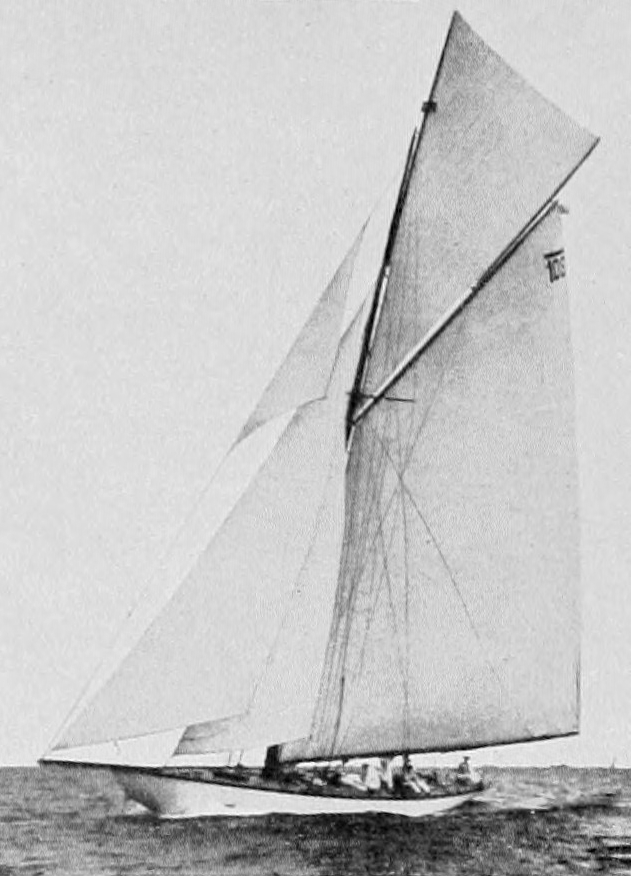
Magda IX, 12mR, 1912, Goldmedaille 1912

- Magda IX, 12mR, 1912, Goldmedaille 1912
- Ayesha, ex Hadumoth, 6mR, 1912
- Corona, 12mR, 1913
- Sibyllan, 12mR, 1913
- Storm, 12mR, 1913
- Thea, 12mR, 1918
- Figaro II, 12mR, 1918
- Figaro III, 12mR, 1924
- Cotton Blossom II, Q-Klasse, 1925 (Eigner: Dennis Conner)[6]
- Magda XI, 12mR, 1928
- Norna, 6mR, 1928[7], Goldmedaille 1928
- Drachen, Einheitsklasse, 1929, Olympische Bootsklasse von 1948–1972
- Silja, 8mR, 1930, Silbermedaille 1936
- Vema III, 12mR, 1933
- Figaro VI, 12mR, 1936
- Sira, 8mR, 1938, (Eigner: König Harald V.)
- Nini Anker (ehm. Siesta), 12mR, 1939 entworfen, 2015 realisiert[8][9]
- Bera, 8mR, 1922, Goldmedaille 1924 Olympische Spiele Frankreich

## Zitate
„Er war ein Künstler. Die Ästhetik der Linien spielte eine wichtige Rolle für ihn.“